# Алкантара (космодром)
Алкантара (порт. Alcântara)  — бразильський космодром на півночі Атлантичного узбережжя країни. Розташований найближче до екватора, навіть ближче, ніж космодром Куру у Французькій Гвіані.
Будівництво почалося в 1982 році. Перший запуск — 21 лютого 1990 року (ракета Sonda 2 Xv-53). У 1994 році тут тестувалися французькі ракети Ongoron I і II. 22 серпня 2003 року від вибуху третьої ракети Vls-1 (Vo3) загинуло 21 людина.
Також у 2003 році було підписано контракти про запуск українських «Циклонів-4» та ізраїльських «Шавітів». Є плани щодо укладання аналогічних контрактів з російськими «Протонами» і китайськими Long March 4.

## Переваги Космічного центру Алкантара
Космічний центр «Алкантара» має цілий ряд переваг порівняно з іншими космодромами світу.
- Основною його перевагою є близькість до екватора. Він розташований в районі з координатами 2°22′12″ пд. ш. 44°24′00″ зх. д. / 2.37000° пд. ш. 44.40000° зх. д. Використання космодрому «Алкантара» надзвичайно вигідно для виведення супутників на приекваторіальні орбіти, в порівнянні з космічними центрами, розташованими в більш високих широтах. Близькість цього космодрому до екватора дозволяє ракетам-носіям виводити на орбіту більший корисний вантаж, ніж при старті з інших місць. Так, наприклад, за оцінками бразильських фахівців, запуск з «Алкантари» приблизно на 30 % ефективніше пуску з мису Канаверал, розташованого під 28° пн. ш. Крім того, при запуску в північно-східному напрямку траса польоту пролягатиме над джунглями або океаном. У випадку аварії, уламки ракети не впадуть на густонаселені райони.
- Космодром «Алкантара» може надати замовникам широкий діапазон азимуту пусків: від 343° західної довготи до 90° східної довготи. Він забезпечує можливість запуску супутників і на орбіти з набагато більшим нахилом, зокрема, на приполярні.
- Сприятливі кліматичні умови  характеризуються двома чітко визначеними сезонами: сезон дощів з січня по червень, і сухий сезон з липня по грудень. Середньорічна температура становить 26,5 °C, і вітер дме переважно зі сходу з середньою швидкістю 12 м/с.
- Низька густота населення в цьому районі.
- Доступність доставки РН, КА та обладнання морським і повітряним шляхом, завдяки наявності аеропорту і морських портів.
- Після ратифікації бразильським Конгресом угоди з США з 18 наявних у світі космодромів тільки космічний центр «Алкантара» буде мати право на РН і КА американського виробництва.

## Стартові майданчики
- Стартовий комплекс VLS (з мобільною інтеграційною баштою — TMI)
- Стартовий комплекс MRL
- Майданчик «Універсал» для ракет до 10 т;
- Стартовий комплекс ACS — Циклон-4, в стадії будівництва.

## Інфраструктура космодрому
Загальна інфраструктура складається з:
- аеропорту зі злітно-посадковою смугою довжиною 2600 м;
- центру керування польотами;
- адміністративної зони з готелями, шпиталями та адміністративними спорудами.

Загальна інфраструктура також включає в себе дороги, і проєкт з морського порту який в даний час на стадії реалізації.

### Центр керування польотами
Центр управління польотом (ЦКП) — це спеціальна кімната всередині технічного центру, звідки контролюється операція запуску. Центр управління польотом надає контролерам польоту всю необхідну інформацію для прийняття рішень щодо траєкторії ракети-носія, телеметричних і метеорологічних даних. У ЦУПі також архівуються дані та розподіляються дані системи синхронізації часу. Крім того, ЦУП забезпечує наземну і морську безпеку та керує рятівними операціями. Центр безпеки знаходиться всередині ЦУПа. Персонал центру безпеки відповідає за прогнозування точки падіння в реальному часі і за дистанційне руйнування ракети-носія у разі відхилення від траєкторії, якщо це загрожує безпеці людей і майна.

### Засоби спостережння та контролю
Телеметрична станція має антени для отримання і передачі сигналу та обладнання для обробки і збереження даних. Ця станція відповідає за отримання даних про ракету-носій та системи космічних апаратів (КА).
Метеорологічна станція збирає та обробляє метеорологічну інформацію. Вона також забезпечує у реальному часі інформацією щодо напряму і швидкості вітру та властивостей повітря на різних висотах під час пускової операції. Метеорологічна станція обладнана радарами, лабораторіями та вимірювальними вишками.
Станція слідкування використовує радіорадари (Adour) та радіолокаційні станції (Atlas) для слідкування за ракетами-носіями. Радар Adour знаходиться у Центрі управління польотом, а радар Atlas знаходиться у центрі Рапоза близько 30 км від Центру управління польотом. Станція слідкування також використовує дані з радара Bearn з пускового центру Барейру-ду-Інферно, що знаходиться близько 1100 км від Алкантари у місті Натал. Отримані дані аналізуються у Центрі обробки даних стеження для визначення траєкторії ракети-носія.
Посадкова смуга аеропорту має 2600 м довжини і 45 м ширини та здатна приймати різноманітні типи літаків, включаючи великовантажні літаки типу Ан-124 «Руслан», що розроблені «АНТК імені Олега Антонова» і «Boeing 747». На технічній території також знаходяться житлова зона, оздоровчий центр, ресторани та інші адміністративні будівлі.

## Пусковий майданчик
Основними компонентами пускового майданчика Циклон-4, є Технічний комплекс і Пусковий комплекс.

### Технічний комплекс
Головними будівлями Технічного комплексу є:
- Будівля збірки, інтеграції та тестування ракети-носія (Launch vehicle assembly, integration and testing building)(LV-AITB);
- Будівля збірки, інтеграції та тестування космічного апарата (Spacecraft assembly, integration and testing building)(SC-AITB);
- Будівля зберігання транспортно-установчого агрегату;
- Будівля зберігання ракети-носія;
- Будівля зберігання транспортних засобів.

LV-AITB — це промисловий будинок близько 75 м в довжину, 30 м завширшки і 18 м у висоту. Отримання, монтаж, інтеграція та тестування компонентів ракети-носія здійснюються у цьому будинку. Головний зал будівлі обмежений з обох сторін лабораторіями. Також у цьому будинку два крани, з можливостями мікро-швидкості та три залізничні лінії. Одна із залізничних ліній підведена до стартового комплексу, друга підведена до SC-AITB.
Отримання, тестування, заправка та інтеграція Блоку корисного вантажу виконуються в SC-AITB. В залах обробки контролюється температура, вологість і чистота. Температуру підтримують у межах від 20 до 25 °C, вологість підтримують в діапазоні від 30 до 60 % і чистота повітря підтримується відповідно до стандартів ISO 14644-1 8 (Клас 100000). SC-AITB сполучений з LV-AITB по залізниці. Блок корисного вантажу з супутником всередині транспортується з SC-AITB до LV-AITB де обєднується з ракетою-носієм. В процесі об'єднання з ракетою-носієм температура, вологість і чистота всередині Блоку корисного вантажу підтримується на тому ж рівні, що і в SC-AITB.
Будівля зберігання транспортно-установчого агрегату — це довга будівля над спеціальною залізницею, що з'єднує технічний комплекс з пусковим комплексом. Підготовка та роботи з технічного обслуговування транспортно-установчого агрегату виконуються у цьому будинку. Транспортно-установчий агрегат відповідає за транспортування ракети-носія горизонтально від LV-AITB на Пусковий комплекс. На стартовому комплексі, підйомо-установочний агрегат встановлює ракету-носій вертикально на стартову платформу.
На території Технічного комплексу також є «Будівля для зберігання ракет-носіїв, які будуть використовуватися в майбутніх польотах», і «Будівля для зберігання та підтримання транспортних засобів», таких як автомобілі та вантажівки.

### Пускова установка
Головними будівлями пускового комплексу є:
- пускова платформа;
- будівля зберігання ракетного палива;
- будівля зберігання окислювача.

Пускова установка — складається з платформи, де ракета-носій буде виставлена на запуск, каналу високого тиску і температури газових потоків від запущених двигунів ракети-носія, та підземних приміщень, де знаходяться ракетне паливо, системи живлення паливом і корисне навантаження холодильної установки.
Палива та окислювача в будівлях їх зберігання достатньо для одного запуску. Ракетне паливо перекачується на стартовий комплекс, де воно охолоджується і закачується в ракету-носій. Ця операція автоматична без присутності наземного персоналу. Якщо запуск переривається, ракетне паливо зливається завдяки силі земного тяжіння назад в складські приміщення.